# シャーンドル・ジェルジ
シャーンドル・ジェルジ（Sándor György、1912年9月21日 - 2005年12月9日）は、ハンガリーブダペスト出身のピアニスト。
ヨーロッパ名はジェルジ・シャーンドル(György Sándor)。シャーンドル（アレクサンダーに相当）が姓。

## 生涯
リスト音楽院にてバルトークにピアノを、コダーイに作曲を師事し、1930年に演奏家としてデビューする。1930年代はコンサートピアニストとして演奏旅行を行い、1939年にはカーネギー・ホールでのデビューを飾った。
彼はピアノの師であったバルトークの生涯の友人にして、バルトークのピアノ曲の演奏および解釈の第一人者でもあり、1945年のバルトークの葬儀に出席した10人のうちの1人であった。そして1946年にはバルトークが遺したピアノ協奏曲第3番の世界初演を行っている。
戦後はコンサート活動を再開。更に南メソジスト大学（1956年-1961年）、ミシガン大学（1961年-1981年）、及びジュリアード音楽院（1982年- ）において教鞭をとった。教え子にはエレーヌ・グリモー、イアン・ペイス、フォルテピアノ演奏家のマルコム・ビルソン、アルゼンチンの作曲家エゼキエル・ビニャオなどがいる。これらの活動により1996年にはニューヨーク大学より名誉博士号が授与された。
80歳を超えてもピアニストとしての活動を続けるなど晩年まで精力的に活動、ニューヨークにおいて心不全により亡くなった時は93歳と言う長命であった。
著書としては、『シャーンドル　ピアノ教本』(英：On Piano Playing: Motion, Sound, and Expression、1981年)がある。バルトークとその音楽についての原稿も遺しているが未出版である。

## 演奏
師匠バルトーク譲りの明晰なピアノ奏法に加え、温かみもある独特な演奏が特徴である。晩年も極端なテクニックの衰えがなく、最晩年でも円熟味のある演奏を聞かせている。
主要なレパートリーはハンガリーおよびロシアの作品で、バルトーク以外にもコダーイ、プロコフィエフのピアノ作品の全曲録音を行っている。しかし4年間ピアノの教師として教えを受け、その死まで親しかったバルトークの第一人者ぶりは特筆され、1965年にはバルトークのピアノ作品の録音でフランスのACCディスク大賞・グランプリを獲得。更に80歳を超えてからも彼の全集（この中には、シャーンドルが編曲した作品も含まれている他、ライナーノーツがバルトークのピアノ曲やバルトークがどのようなスタンスでピアノや民謡に対して取り組んでいたか等についての証言集となっている）の収録に取り組むなど強いこだわりを見せていた。
没後、コロンビアから出ていたレコードはその全てが絶版になったものの、2020年にはその全てがまとめて復刻されている。

## ディスコグラフィー
- Sándor - The Complete Columbia Album Collection 17CD Sony Classical, 2020
- Bartok - Baroque Transcriptions; Kodaly - Complete Piano Musicr, 2CD MUSICAL CONCEPTS, 2010
- Prokofiev - Complete Solo Piano Works Vol.1, 2CD Vox Box, 1993
- Prokofiev - Complete Solo Piano Works Vol 2, 3CD Vox Box, 1993
- Bartók - Complete Solo Piano Works, 5CD Vox Box, 2003
- Bartók - Complete Solo Piano Works (New Recordings), 5CD Sony Classical, 1995
- Gyorgy Sandor Plays Bartok - The 3 Piano Concerti, Rhapsody for Piano and Orchestra, Scherzo for Piano and Orchestra and Sonata for 2 Pianos And Percussion, 2CD VoxBox, 1992
- Bartók - The 3 Piano Concertos (New Recordings), CD Sony Classical, 1990